# 조규철 (가수)
조규철(1958년 ~ )은 대한민국의 가수이다.

## 학력
- 서령고등학교

## 데뷔
- 2004년 1집 앨범 "퇴근길에"

## 음반
- 2012년 끝까지
- 2009년 당신은 1번
- 2005년 운명같은 여인
- 2004년 퇴근길에